# Giovanni Battista Cesana
Giovanni Battista Cesana (Castello di Lecco, 14 maggio 1899 – Verona, 12 giugno 1991) è stato un missionario e vescovo cattolico italiano.

## Biografia
Missionario comboniano, fu ordinato prete nel 1925 e inviato in Uganda.
Nel 1950 fu eletto vescovo titolare di Cerbali e vicario apostolico di Gulu: nel 1953, con l'elevazione di quel vicariato a diocesi, fu trasferito alla sede residenziale di Gulu.
Fondò la congregazione indigena dei Fratelli del Cuore Immacolato di Maria.
Partecipò al Concilio Vaticano II.
Lasciò la guida della diocesi nel 1968 e fu trasferito alla sede titolare di Lettere.

## Genealogia episcopale
La genealogia episcopale è:
- Cardinale Scipione Rebiba
- Cardinale Giulio Antonio Santori
- Cardinale Girolamo Bernerio, O.P.
- Vescovo Claudio Rangoni
- Arcivescovo Wawrzyniec Gembicki
- Arcivescovo Jan Wężyk
- Vescovo Piotr Gembicki
- Vescovo Jan Gembicki
- Vescovo Bonawentura Madaliński
- Vescovo Jan Małachowski
- Arcivescovo Stanisław Szembek
- Vescovo Felicjan Konstanty Szaniawski
- Vescovo Andrzej Stanisław Załuski
- Arcivescovo Adam Ignacy Komorowski
- Arcivescovo Władysław Aleksander Łubieński
- Vescovo Andrzej Stanisław Młodziejowski
- Arcivescovo Kasper Kazimierz Cieciszowski
- Vescovo Franciszek Borgiasz Mackiewicz
- Vescovo Michał Piwnicki
- Arcivescovo Ignacy Ludwik Pawłowski
- Arcivescovo Kazimierz Roch Dmochowski
- Arcivescovo Wacław Żyliński
- Vescovo Aleksander Kazimierz Bereśniewicz
- Arcivescovo Szymon Marcin Kozłowski
- Vescovo Mečislovas Leonardas Paliulionis
- Arcivescovo Bolesław Hieronim Kłopotowski
- Arcivescovo Jerzy Józef Elizeusz Szembek
- Vescovo Stanisław Kazimierz Zdzitowiecki
- Cardinale Aleksander Kakowski
- Papa Pio XI
- Cardinale Alfredo Ildefonso Schuster, O.S.B.
- Vescovo Giovanni Battista Cesana, F.S.C.I.